# Gemelo malvado

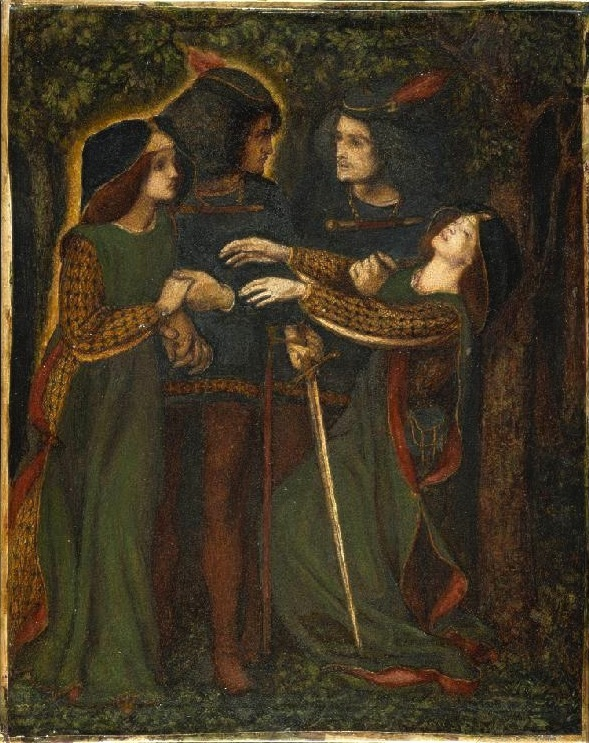
How They Met Themselves por Dante Gabriel Rossetti (ca. 1860)

El gemelo malvado es un recurso utilizado en la ficción (por ejemplo ciencia ficción y literatura fantástica). En muchas ocasiones se usa el vocablo alemán Doppelgänger para denominar a estos seres.
Un gemelo malvado es idéntico a un personaje existente en todos los aspectos, excepto por una moral invertida, la cual lo hace malvado y a menudo algunos tienen diferencias de aspecto estereotipadas.
Ideas como transformación, clonación, universos paralelos y viajes a través del tiempo abren las puertas a la posibilidad de gemelos malvados, y su tendencia a ser el polo opuesto exacto se magnifica.
Los gemelos malvados permiten a los escritores comparar los valores y opiniones de sus personajes no con otros, sino efectivamente consigo mismos. La base de los valores y la moral de un personaje puede ser explorada a través de la imagen espejo distorsionada de su gemelo. En cine y televisión, el gemelo malvado a menudo ofrece a un actor la posibilidad de actuar el mismo papel pero con una personalidad inversa.
Un concepto relacionado (originado en Superman) es Bizarro, un duplicado imperfecto o inexacto (más bien malvado) del personaje.

## Orígenes
Las similitudes y diferencias de los gemelos han sostenido largamente la fascinación de los escritores. Quizás el ejemplo más antiguo de la idea es la historia bíblica de Abel y Caín (si bien no son gemelos) en la cual un hermano es la contraparte celosa del otro. El dualismo y el conflicto entre el bien y el mal son importantes elementos en religión y mitología.
Las raíces del concepto también nacen con la noción de Doppelgänger, un doble fantasma cuya apariencia es un presagio enfermo. El gemelo malvado es concreto e interactúa físicamente con el mundo.

## Gemelos malvados en la ficción

### Literarios
- La novela de Stephen King The Dark Half es sobre un gemelo malvado.
- En la novela Star Wars The Last Command por Timothy Zahn, Luke Skywalker se enfrenta a su clon del Lado Oscuro, Luke Skywalker.
- El cuento William Wilson por Edgar Allan Poe es una historia Doppelgänger.
- El libro Point Blanc por Anthony Horowitz presenta al personaje principal siento forzado a luchar contra un duplicado exacto de sí mismo, excepto por sus intenciones malvadas y asesinas.

### Cómics y obras animadas

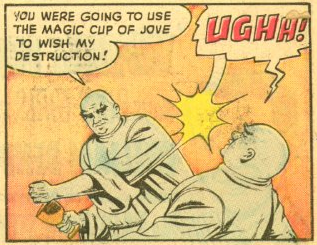
El sr. Keeper derrota a su gemelo malvado en un cómic de Kid Eternity

- El sr. Keeper derrota a su gemelo malvado en un cómic de Kid EternityEn la serie animada de Earthworm Jim, Jim tiene un gemelo malvado conocido como «Evil Jim».
- En el Universo DC, existe un Universo Alterno (Earth-Three) en el cual la contra parte de la Liga de la Justicia es el Sindicato del Crimen, formado por supervillanos, la mayoría con los mismos poderes que los superhéroes de la Liga de la Justicia e, irónicamente, un heroico Lex Luthor.
  - En los cómics de Flash, el Profesor Zoom usa una versión de colores inversos del traje de Flash. Tras la muerte de Barry Allen, se revela que Zoom descendía de Cobalt Blue, el verdadero gemelo malvado de Barry.
- En la serie animada Futurama:
  - La serie integra el concepto de los gemelos malvados (así como también el concepto de los cómics DC del Multiverso) cuando el Profesor crea una caja con un universo paralelo dentro («The Farnsworth Parabox»). Cuando el equipo se aventura él, conoce a sus homólogos, cada uno de los cuales tiene un color de pelo o piel diferente, y otras características superficiales. Todos discuten sobre cuál universo - Universo 1 o Universo A - es el «malvado». Luego se revela que la única diferencia entre ambos universos es que al arrojar una moneda para decidir, los resultados son diferentes.
  - En otro episodio, Bender descubre otro robot llamado Flexo, casi idéntico a él, excepto por una chiva magnética. Más tarde es revelado que Bender era el malvado entre los dos.
- El Universo Marvel cuenta con una larga lista de personajes que no son en verdad gemelos malvados, pero que sí tienen aspectos y poderes similares. El más famoso es Venom, quien, al igual que Matanza, es un alien simbionte violento semejante a El Hombre Araña, Spiderman además de Venom también tiene a otros dos más: Kaine (un clon) y Doppelganger, que es una copia creada por el Magus para sustituir a Spiderman durante la saga de la Guerra del Infinito. Durante esta saga, Spiderman no fue el único que el Magus intentó sustituir: otros súper héroes también tuvieron su copia.
- En el libro y la serie animada ¿Dónde está Wally?, Wally tiene un archinémesis llamado Odlaw, cuyo aspecto es similar al de Wally, excepto porque su ropa es amarilla con rayas negras en vez de roja y blanca, sus gafas tienen un leve tinte azul y tiene bigote.

### Manga y anime
- La esencia de la trama del anime Blood+ es la lucha entre Saya y Diva, dos hermanas gemelas con valores totalmente opuestos. Al nacer, Saya fue criada como un ser humano, pero Diva fue encerrada desde su nacimiento sola en una torre para la experimentación. Por eso, ella no reconoce valores morales, porque jamás los aprendió.
- En el anime Saint Seiya, en la saga de Asgard Zid de Mizar tiene un hermano gemelo llamado Bud de Alcor. Según la creencia nórdica, cuando nacían gemelos se creía que uno era malvado. Por esta razón los padres debían escoger a uno. En este caso, los padres abandonaron a Bud criando solamente a Zid. Además, en el mismo anime, Saga de Géminis, quien posee un lado bueno y uno malo, tiene un hermano gemelo, Kanon, el cual sólo posee el lado malvado, aunque al final de la saga de Poseidón, este último sintió el perdón de Athena y se vuelve bueno.
- En el anime Bleach, Kurosaki Ichigo se enfrenta en varias ocasiones a su alter ego blanco.
- En el manga Pandora Hearts, Alyss Baskerville (hermana gemela de la co-protagonista Alice Baskerville) era una de las antagonistas principales del anime hasta que recupera sus recuerdos.

### Juegos
- En los juegos Mega Man Battle Network 4 y Mega Man Battle Network 5, existen versiones oscuras de todos los personajes principales (referidos como "Dark Soul" o "DS"), incluyendo Mega Man.
  - En la serie de Mega Man Zero para GBA, aparece Copy X, un clon supuestamente "perfecto" del Mega Man X original, y en Megaman Zero 3, Zero se enfrenta con Omega, a quien Weil llama "el Zero original" por tener el cuerpo original de Zero.}

- En los juegos Castlevania, a menudo se encuentran Doppelgänger de los héroes o aliados.
- En las series de videojuegos Devil May Cry, Dante debe derrotar a su gemelo oscuro (no exactamente malvado), Vergil. Hijo también de Sparda, busca el poder de su padre para sus propios intereses. Además, debe derrotar una sombra de sí mismo conocida como Doppleganger.
- En el juego de rol Dungeons & Dragons:
  - El objeto mágico espejo de oposición puede crear un doble de quien sea reflejado en sí. La copia es invariablemente hostil con el original.
  - El hechizo clon (en AD&D 2.ª edición) puede crear un duplicado de cualquier personaje, con los mismos recuerdos y habilidades. El clon y el original no pueden coexistir, por lo tanto intentarán destruirse uno al otro.
- En numerosos títulos de The Legend of Zelda, destacando Zelda II: The Adventure of Link y The Legend of Zelda: Ocarina of Time, aparece la sombra opuesta de Link, Dark Link. También aparece como Miniboss varias veces en The Legend of Zelda: Four Swords Adventures. Una versión de Dark Link también aparece en The Legend of Zelda: Oracle of Ages, Verán, quien imita los movimientos de Link a la inversa. Por otra parte, en el videojuego Majora's Mask, la tierra de Términa contiene gran parte de los personajes de la tierra de Hyrule con actitudes o trabajos diferentes,
- En la serie de videojuegos Mario:
  - Wario y Waluigi son versiones malvadas de Mario y Luigi.
  - Cosmic Mario es una versión malvada de Mario.
- En la saga de Mortal Kombat, la gemela malvada de Kitana es Mileena, a lo largo de la historia se revela que en realidad esta última es su clon e incluso hay muchas más.
  - En algunas adaptaciones literarias y series web si son gemelas o simplemente hermanas.
- En la serie de videojuegos Sonic the Hedgehog:
  - El personaje Metal Sonic es el gemelo malvado original de Sonic.
  - El personaje Shadow the Hedgehog es considerado un gemelo malvado en versiones más recientes. De todos modos, pronto se convierte en un antihéroe.
  - El cómic Archie's Sonic the Hedgehog también presenta a "Scourge": un erizo verde y malvado, de un universo paralelo, Anti-Mobius (de hecho, todos en Anti-Mobius, o "Moëbious" son gemelos malvados).
  - Los cómics británicos Fleetway, incluyeron a Super Sonic como un personaje separado después de la 100.ª edición.
  - En Sonic Generations en varias misiones se tienen que ganar carreras contra dobles.
- En el juego Tomb Raider Anniversary (remake del primer juego): en un área Lara Croft debe enfrentarse a su Doppelgänger. Cuando ella le dispara, el Doppelgänger lanza unas llamas, infligiéndose daño mutuamente. En Tomb Raider Underworld vuelve a aparecer el Doppelgänger pero esta vez con más independencia, y efectivamente como gemela malvada.
- En el juego Phoenix Wright: Ace Attorney: Trials and Tribulations el personaje de Dahlia Hawthorne es la gemela malvada de Iris.
- En el videojuego BioShock Infinite, se descubre en el transcurso del juego que el personaje Zachary Hale Comstock es una versión en un universo alternativo del personaje principal.

### Cine
- En la película de 1993 Dopelganger, Drew Barrymore interpreta a Hooly Gooding, una mujer frecuentada por su aparente álter ego o Doppelgänger.
- En La Isla, Tom Lincoln es, irónicamente, el doble malvado de su clon, Lincoln Six Echo.
- En la película de Norio Tsuruta Ringu 0: Bāsudei se presenta un aspecto semi-científico del aspecto Doppelgänger/gemelo malvado.
- En Superman III, la Kryptonita sintética vuelve a Superman malvado y finalmente lo separa en dos personas. Clark Kent, el lado bueno, debe combatir al Evil Superman.
- En El Hombre de la Máscara de Hierro, Leonardo DiCaprio interpreta a Luis XIV (malvado) y a su hermano gemelo Philipe (bueno).
- En El Ejército de las Tinieblas, el protagonista Ash tiene que enfrentarse a su gemelo malvado.
- En la película La invasión de los ladrones de cuerpos de 1956 (y sus posteriores remakes de 1978, 1993 y 2007) basada en la novela de Jack Finney The Body Snatchers, una invasión extraterrestre de esporas provenientes del espacio exterior dan origen a vainas, de las que surgen copias idénticas de seres humanos.

### Televisión
- En Bewitched, Samantha Stephens tiene una prima, Serena, quien luce bastante similar a ella excepto por el cabello negro y su vestimenta. Ambos roles fueron interpretados por Elizabeth Montgomery.
- En la serie de televisión Mi Bella Genio, Jeannie tiene una hermana gemela interpretada por la misma actriz, Barbara Eden. Su hermana morocha buscaba constantemente la atención de Tony Nelson, incluso después de que Jeannie y Tony se casaron y tuvieron un hijo. La gemela de Jeannie tenía incluso un diferente sonido para su pestañeo mágico.
- En Knight Rider, KITT tiene un hermano gemelo malvado llamado KARR, que se diferencia de él por el color del escáner. KARR fue el primero que crearon pero por un fallo en sus sistemas que le hacían ser malvado fue desactivado y se creó a KITT, que es más noble. Un día KARR fue reactivado por error, y al descubrir que KITT había sido creado, la envidia pudo con él, haciéndole desear la muerte de su hermano. Desde entonces su intención es acabar con KITT, y ser único.
- En el Arrowverso en el crossover "Crisis en Tierras X" lucharon contra los gemelos malvados de Supergirl (Overgirl) y Green Arrow (Dark Arrow) procedente Tierra X, un mundo donde los nazis ganaron la II Guerra Mundial y conquistaron el planeta.

- Datos: Q1011880